# Wissam Kouainso
Wissam Kouainso (ur. 11 marca 2003) – marokański zapaśnik walczący w stylu klasycznym. Srebrny medalista mistrzostw Afryki w 2025; brązowy w 2024 i czwarty w 2023. Wicemistrz Afryki juniorów w 2022 roku.